# Pita (prefectura de Guinea)
Pita es una prefectura de la región de Mamou de Guinea, con una población censada en marzo de 2014 de 278 530 habitantes. Está formada por las siguientes subprefecturas, que igualmente se muestran con población censada en marzo de 2014:
- Bantignel 14,032
- Bourouwal-Tappé 9,740
- Dongol-Touma 23,569
- Gongore 16,876
- Ley-Miro 19,375
- Maci 21,977
- Ninguélandé 25,868
- Pita 28,124
- Sangaréah 37,165
- Sintali 9,097
- Timbi-Madina 51,988
- Timbi-Touny 20,719[1]